# Zalla UC
Zalla UC is een Spaanse voetbalclub uit Zalla die uitkomt in de Tercera División. De club werd in 1925 opgericht.